# Dürrholz
Dürrholz là một đô thị thuộc huyện Neuwied, trong bang Rheinland-Pfalz, phía tây nước Đức. Đô thị Dürrholz có diện tích 6,9 km², dân số thời điểm ngày 31 tháng 12 năm 2006 là 1298 người.